# Tychios (Lederarbeiter)
Tychios (altgriechisch Τυχίος) war ein mythischer Lederarbeiter (σκυτοτόμος) in der Antike. Er schuf nach Homer, Ilias VII 220–221 den Schild des Aias und kam aus Hyle in Boiotien. Bei dem Namen handelt es ich um einen sprechenden Namen, von τεύχω, τεύχειν (anfertigen). Nach Ilias VII 222–223 fertigte er den Schild aus sieben Lagen Leder und Metallbeschlägen.